# 大艾草蚜
大艾草蚜（学名：Macrosiphoniella (Asterobium）为常蚜科小長管蚜屬下的一个种。